# Programme de Jérusalem
Le Programme de Jérusalem (תכנית ירושלים) est voté dans sa première version lors du 23e Congrès sioniste mondial d'août 1951 et réapprouvé lors du Congrès sioniste de juin 1968, réuni à Jérusalem. Il correspond à la plate-forme idéologique promue par le mouvement sioniste.
La première version adoptée en 1951 se voulait un substitut au  programme de Bâle. Le programme de Jérusalem fixe des objectifs du mouvement sioniste applicable dès lors que l’ État d’Israël était établi qui différent de ce qui était proposé par le programme de Bâle.

## Programme de 1951
Le programme de Jérusalem de 1953 déclarait que   la visée du sionisme est la consolidation de l' État d'Israël, le rassemblement des exilés en Eretz Israël et la promotion de l'unité du peuple juif.
Plus précisément, il s’agit d’agir en vue :
- du renforcement de l'État d'Israël ;
- de la réunification géographique des Juifs en Terre d'Israël ;
- de l’unité du Peuple Juif.

- Le rôle l'Organisation sioniste mondiale :

- - soutien à l'immigration et à l'intégration ; développement de la Aliyah des jeunes ; aménagement du pays et en particulier des implantations agricoles ; acquisition de terres ;
  - action en faveur de l'esprit pionnier et préparation au terrain ;
  - investissement dans la quête de fonds, destinés à des buts sionistes ;
  - encouragement des investissements privés ;
  - développement des moyens consacrés à la présentation et l'explication du sionisme auprès des Juifs ; acquisition du patrimoine juif dans le monde ; éducation juive en hébreu ;
  - médiatisation positive d'Israël et du sionisme dans le monde ;
  - participation aux efforts d'organisation de la population juive dans le cadre démocratique ; préservation et défense des droits des Juifs.

## Programme de 1968
Le programme de Jérusalem a été révisé pour la première fois par le 27e Congrès sioniste en 1968, le 19 juin, à Jérusalem.
Les buts du sionisme y sont reprécisés :
- unité du Peuple Juif et centralisation de l'État d'Israël dans les valeurs du Peuple ;
- réunification des Juifs dans leur patrie historique, et immigration de la Diaspora ;
- renforcement de l'État d'Israël dans un cadre de justice et de paix ; préservation des spécificités de l'éducation juive et développement des valeurs spirituelles et culturelles juives ;
- défense des droits des Juifs dans le monde.

## Version actuelle, proposée en 2004
Nous sommes abouti à une version de juin 2004 établie lors de la réunion du Conseil général sioniste.

Le sionisme, mouvement de libération nationale du peuple juif, a provoqué la création de l'État d'Israël et considère que ce peuple n’assurera sa continuité et son avenir que sur la base d’un État d'Israël juif, sioniste, démocratique et sûr.
Les fondements mis en avant à la suite de cette révision sont :
1. L'unité du peuple juif, son lien avec sa patrie historique Eretz Yisrael et la centralité de l'État d'Israël et de Jérusalem, sa capitale, dans la vie de la nation ;
2. L’immigration (Aliyah) vers Israël et intégration de tous ces arrivants dans la société israélienne.
3. Le renforcement d’Israël en tant qu'État juif, sioniste et démocratique et le façonner comme une société exemplaire au caractère moral et spirituel unique, marquée par le respect mutuel du peuple juif aux multiples facettes, enraciné dans la vision des prophètes, luttant pour la paix et contribuant à l’amélioration du monde.
4. Un travail de pérennisation du peuple juif dans sa spécificité, en favorisant l'éducation juive, hébraïque et sioniste, construit autour des valeurs spirituelles et culturelles propres et du développement de l'hébreu comme langue nationale ;
5. Cultiver la responsabilité juive mutuelle, défendre les droits des Juifs en tant qu'individus et en tant que nation, représenter les intérêts nationaux sionistes du peuple juif et lutter contre toutes les manifestations d' antisémitisme ;
6. La colonisation du pays comme expression du sionisme pratique .